# Justicia porphyrocoma
Justicia porphyrocoma är en akantusväxtart som beskrevs av Emery Clarence Leonard. Justicia porphyrocoma ingår i släktet Justicia och familjen akantusväxter. Inga underarter finns listade i Catalogue of Life.